# Alessandro D'Ottavio
Alessandro D'Ottavio, detto Sandro (Roma, 27 agosto 1927 – Roma, 31 dicembre 1987), è stato un pugile italiano, vincitore della medaglia di bronzo, nei pesi welter, ai Giochi olimpici di Londra 1948 e, tra i professionisti, campione d'Italia nei pesi mediomassimi (1957-1958) e sfidante al titolo europeo dei pesi massimi detenuto da Franco Cavicchi.

## Carriera

### Da dilettante
Nel 1948, a Milano, conquistò il titolo italiano dilettanti nei pesi welter. Grazie a tale risultato rappresentò l'Italia ai giochi olimpici estivi di Londra, nella medesima categoria. Di seguito i risultati ottenuti:
- Round 32: sconfisse George Issaberg (Iran) ai punti
- Round 16: sconfisse Pierre Hernandez (Francia) ai punti
- Quarti di finale: sconfisse Zygmunt Chychła (Polonia) ai punti
- Semifinale: perse da Július Torma (Cecoslovacchia) ai punti
- Medaglia di bronzo: sconfisse Duggie Du Perez (Sudafrica) ai punti

Dopo aver conquistato la medaglia di bronzo olimpica, ha continuato a salire sul ring come componente della squadra nazionale, senza raggiungere risultati significativi. Nel 1950 ha deciso di passare tra i professionisti.

### Da professionista
Il debutto tra i professionisti di D'Ottavio ha avuto luogo il 7 gennaio 1950, nella scuderia di Gigi Proietti. Batté il suo primo rivale Giovanni Ferrari ai punti in otto round. Dopo dodici vittorie consecutive conobbe la prima sconfitta il 2 maggio 1951 con William Poli. 
Combatté altre nove volte con risultati alterni. Il 5 ottobre 1953 a Forlì ebbe la possibilità di competere per il titolo vacante di campione d'Italia dei pesi medi, contro Wildmer Milandri ma perse ai punti in dodici round. L'11 novembre 1954, nel terzo sottoclou del campionato europeo Mitri-Humez pareggiò con il britannico Jimmy King.
Il 19 giugno 1955 Sandro d'Ottavio ebbe nuovamente la chance di conquistare il titolo italiano dei medi ma perse per knock-out tecnico al sesto round da Bruno Tripodi. L'11 novembre dello stesso anno, sul ring di Manchester, sconfisse ai punti in 10 riprese Ron Barton, grande promessa britannica dei mediomassimi. Ancora in terra britannica subì la vendetta di Barton (sconfitta ai punti in 10 riprese) e poi perse dall'ex campione europeo e mondiale dei medi Randy Turpin (Kot al sesto round).
Poi salì di categoria ma perse ancora nel suo primo tentativo di conquistare la cintura italiana dei mediomassimi, contro Artemio Calzavara, il 14 luglio 1956 a Saint-Vincent. Riuscì finalmente a diventare il campione d'Italia nell'estate del 1957, battendo a Roma il quotato Rocco Mazzola, ai punti. 
Sfidò poi l'ex campione d'Europa dei pesi massimi Francesco Cavicchi, ottenendo un'onorevole sconfitta ai punti. Il 28 giugno 1958 concesse la rivincita a Rocco Mazzola per la cintura italiana dei mediomassimi ma perse ai punti. Decise allora di terminare la sua carriera di atleta. 
In totale ha disputato 41 combattimenti da professionista, di cui 24 vinti (4 prima del limite), 13 persi e 4 pari.

## Palmarès
| Anno | Manifestazione  | Sede   | Evento      | Risultato | Note  |
| ---- | --------------- | ------ | ----------- | --------- | ----- |
| 1948 | Giochi olimpici | Londra | Pesi welter | Bronzo    | [ 7 ] |